# Colegio Villa María (Christchurch)
El Colegio Villa María (en inglés: Villa Maria College) fue inaugurada el 18 de febrero de 1918 con 14 alumnos. Fue fundado por las Hermanas de la Misericordia y sirvió como una escuela parroquial cuando los primeros niños fueron admitidos en 1921. Desde 1941 la escuela volvió a ser una institución femenina. Villa Maria College es una escuela diaria pero también tenía otras modalidades entre 1935 y 1979. En 1981, la institución se integró en el sistema escolar del estado de Nueva Zelanda bajo la Ley de Integración Condicional de Escuelas privadas de 1975, pero sus propietarios siguen siendo las Hermanas de la Misericordia.